# Hirsch Demsitz
Hirsch Demsitz (5. april 1915 i København – 22. maj 1998 smst) var en dansk bokser. Som amatør vandt han tre danske mesterskaber og boksede herefter som professionel i en årrække.  

## Amatørkarriere
Som amatør boksede Hirsch Demsitz for bokseklubben Valby IK. 
Han vandt det Københavnske mesterskab i fluevægt i 1932 efter sejre over Emil Jørgensen (Idrætsklubben af 1899 (IK 99)) og finalesejr over Christian Christensen, IK 99. Samme år vandt han det danske mesterskab i samme vægtklasse efter sejre over Jørgen Petersen (IF Sparta), Christian Christensen (IK 99) og i finalen over klubkammeraten Valdemar Krontoft, Valby IK.
Året efter i 1933 gik han en klasse op til bantamvægt, hvor han igen vandt det danske mesterskab efter sejre over Ernst Olesen (OABK), Urban Lundberg (Skive AC) og i finalen over Vilhelm Carstensen (Lyngby BK).
I 1934 gik han yderligere en klase op, denne gang til fjervægt, hvor Hirsch Demsitz for tredje gang vandt DM. DM blev vundet med sejre over Henry Ravn (Odense) på knockout i 1. omgang, Jens Nielsen (Lindholm), Aage Petersen (IF Sparta) og i finalen over Poul Kops, (Sorø).

## Professionel karriere
Hirsch Demsitz debuterede som professionel bokser den 7. september 1934 i København i en alder af 19 år med en pointsejr over ægypteren Haik Sandjack efter 6 omgange. Herefter mødte Demsitz den 5. oktober 1934 franskmanden Henry Toupenet, der gjorde sin professionelle debut. Franskmanden blev slået ud i 4. omgang og boksede aldrig siden. Den 11. januar 1935 blev Demsitz matchet mod tyskeren Karl Bech i Forum i København. Bech var ubesejret i 10 foregående kampe, men Demsitz besejrede tyskeren, der siden vandt det tyske fjervægtsmesterskab.  
Efter disse sejre blev der arrangeret en kamp, der blev annonceret som det danske mesterskab i fjervægt. Modstander var veteranen Kaj Olsen, der forinden havde bokset 20 kampe og vundet de 8. Demsitz føjede Olsen til sin rekordliste, da han stoppede ham i 3. omgang på teknisk knockout. Efter sejren boksede Demsitz sin første professionelle kamp udenfor København, da han i Århus den 12. maj 1935 i 3. omgang stoppede den danske amatørmester i letvægt Sigurd Myken, der gjorde sin professionelle debut. Næste kamp i karrieren var mod Willy (Wilhelm) Bartneck den 7. juni 1935 i København, hvilken kamp endte uafgjort efter 10 omgange. 
I årene 1936-39 boksede han en række kampe i Frankrig, England og Holland med succes. Efter 38 kampe med kun 2 nederlag boksede han den 30. oktober 1939 i København mod Carl Henrik Andersen om det danske mesterskab i professionel letvægtsbokning, men tabte på point efter 15 omgange. En returmatch 5 måneder senere blev også tabt på point. 
Den 31. marts 1940 blev Demsitz matchet landsmanden Valdemar Krontoft, der blev besejret, og senere på året blev også Poul Kops besejret i dennes professionelle debut. Demsitz besejrede atter Kops i en returmatch den 29. januar 1943. 
Demsitz havde jødisk oprindelse, og krigen tvang ham derfor til at flygte til Sverige, hvor han boksede en enkelt kamp i 1944. Krigen gjorde professionel boksning vanskeligt, og karrieren blev herefter sat på pause indtil 1947, hvor Demsitz atter vendte hjem til Danmark. Han opnåede efter krigen en stribe sejre, men blev i sin sidste kamp i karrieren den 19. november 1948 i KB Hallen i København slået ud af Paul Renucci 6. omgang. 
Hirsch Damsitz opnåede 57 kampe i karrieren (46 sejre (13 før tid), 6 nederlag og 5 uafgjorte).

## Eksterne links
Hirsch Demsitz' professionelle rekordliste på boxrec.com